# Mark Wayne Clark

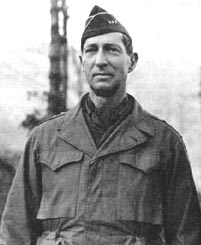
Generał Clark w Korei

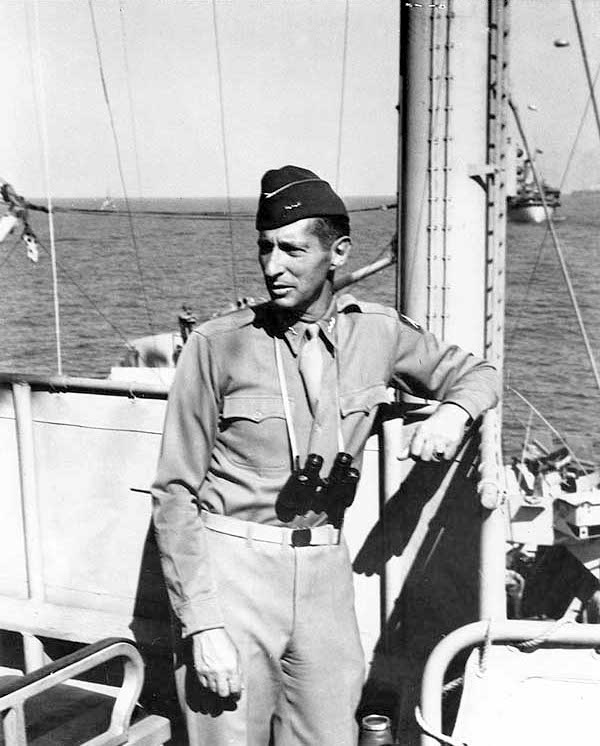
Clark na pokładzie USS Ancon podczas lądowania pod Salerno

Mark Wayne Clark (ur. 1 maja 1896 w Madison Barracks w stanie Nowy Jork, zm. 17 kwietnia 1984 w Charleston w Karolinie Południowej) – amerykański generał w czasie II wojny światowej (kampanie sycylijska i włoska) i wojny koreańskiej (dowódca amerykańskich i oenzetowskich sił zbrojnych).

## Życiorys

### Dzieciństwo i młodość
Urodził się w Madison Barracks, Sackets Harbor, w stanie Nowy Jork, ale wychowywał się w Illinois. Prawdopodobnie był kuzynem generała George’a Marshalla.
Clark ukończył Akademię Wojskową w West Point w roku 1917. Otrzymał stopień kapitana z przydziałem do 11. pułku piechoty, z którym został wysłany do Francji, gdzie został ranny w jednej z bitew I wojny światowej.
W okresie międzywojennym pełnił obowiązki zastępcy komendanta Civilian Conservation Corps w Omaha, w stanie Nebraska. W roku 1935 uczęszczał do Szkoły Dowodzenia i Sztabu Generalnego, a w 1937 do Wyższej Szkoły Wojennej US Army. Clark po zakończeniu I wojny światowej utrzymał swój kapitański stopień, w roku 1932 został mianowany majorem. W 1940 dosłużył się stopnia podpułkownika, a w sierpniu 1941 awansował o dwa stopnie i został generałem brygadierem i niecały rok później generałem majorem (stopień tymczasowy).

### II wojna światowa
Od roku 1940 Clark służył w Forcie Lewis, w stanie Waszyngton. W sierpniu 1941 na wniosek George’a Marshalla został mianowany asystentem szefa sztabu ds. operacyjnych głównej kwatery US Army, w styczniu 1942 – zastępcą szefa sztabu, a w październiku – szefem sztabu Wojsk Lądowych oraz zastępcą dowódcy sił alianckich w Afryce Północnej. Na tym stanowisku zajął się planowaniem operacji desantowej, znanej jako operacja Torch. W ramach swych obowiązków na kilka tygodni przed lądowaniem udał się z tajną misją na pokładzie brytyjskiego okrętu podwodnego HMS „Seraph” (P219) do Szarszalu (Cherchell) w Algierii, by negocjować z Francuzami z rządu Vichy.
Po rozmowach w Szarszalu, które zaowocowały brakiem oporu ze strony Francuzów podczas inwazji, generał-major Clark uzyskał promocję na stopień generała porucznika (tymczasowo) i krótko przed lądowaniem we Włoszech we wrześniu 1943 roku objął dowodzenie 5 Armią. Zarzucano mu złe zaplanowanie lądowania pod Salerno, które niemal skończyło się klęską oddziałów desantowych.
Clark ponosi odpowiedzialność za zbombardowanie klasztoru na Monte Cassino 15 lutego 1944 roku, w trakcie bitwy o to wzgórze. Jego sposób prowadzenia działań bojowych był często krytykowany. Szczególnie niskie oceny wystawiano mu za akcję podczas ostatnich walk na linii Gustawa, kiedy to, ignorując rozkazy głównodowodzącego Grupą Armii brytyjskiego generała Harolda Alexandra, rzucił swe oddziały na Rzym (zajęty 4 czerwca 1944 roku, a więc dwa dni przed lądowaniem w Normandii), zamiast wykorzystać lukę w liniach nieprzyjaciela i zamknąć w kotle cofające się dywizje niemieckie. Brytyjski korespondent wojenny, kpt. Alan Whicker, napisał: „gdyby generał Clark służył w armii niemieckiej, Hitler kazałby go rozstrzelać”.
W grudniu 1944 roku Clark przejął od Harolda Alexandra dowodzenie 15 Grupy Armii, co uczyniło go dowódcą wszystkich alianckich wojsk lądowych we Włoszech. Jako jej dowódca odmówił zgody na udział oddziałów  gen. Władysława Andersa walczących pod Monte Cassino w zwycięskiej paradzie w stolicy Włoch.
10 marca 1945 został mianowany generałem, z końcem wojny – naczelnym dowódcą Sił Sprzymierzonych we Włoszech, a następnie – Wysokim Komisarzem w amerykańskiej strefie okupacyjnej w Austrii. Jako zastępca sekretarza stanu uczestniczył w roku 1947 w negocjacjach Rady Ministrów Spraw Zagranicznych na temat losu Austrii w Londynie i w Moskwie. W czerwcu tego samego roku Clark wrócił do Ameryki i objął dowodzenie VI Armii z kwaterą główną w San Francisco. Dwa lata później został szefem Sił Lądowych US Army.

### Dalsze dzieje
W czasie wojny koreańskiej, 12 maja 1952 r., został dowódcą sił Narodów Zjednoczonych, zastępując na tym stanowisku generała Matthew Ridgwaya. To Clark podpisał postanowienie o zawieszeniu broni z Koreańczykami w 1953.
Po odejściu z wojska Mark Clark zasiadał (1954–1966) w gabinecie rektora The Citadel, wyższej szkoły wojskowej w Charleston w Karolinie Południowej. Napisał dwa tomy wspomnień: Calculated Risk (1950) i From the Danube to the Yalu (1954).

Niezwykle szybka kariera Clarka od młodszego oficera po najwyższe stopnie generalskie była przypisywana jego bliskim stosunkom z generałami George’em Marshallem i Dwightem Eisenhowerem. Cytowany wyżej Alan Whicker napisał: 

Jego próżność była nadzwyczajna; mogłaby pobierać od niego nauki niejedna primadonna Hollywoodu. Nawet w najcięższych dniach II wojny światowej, gdy z trudem utrzymywaliśmy się na pozycjach, miał wokół siebie machinę propagandową złożoną z około pięćdziesięciu ludzi, a jego stały kamerzysta miał obowiązek filmować go tylko z lewej, lepszej strony twarzy...

Wśród odznaczeń, jakie odebrał są Krzyż za Wybitną Służbę, Medal Sił Lądowych za Wybitną Służbę (czterokrotnie), Krzyż Wielki Legi Honorowej.
Clark jest pochowany na terenie The Citadel.